# Westerveen

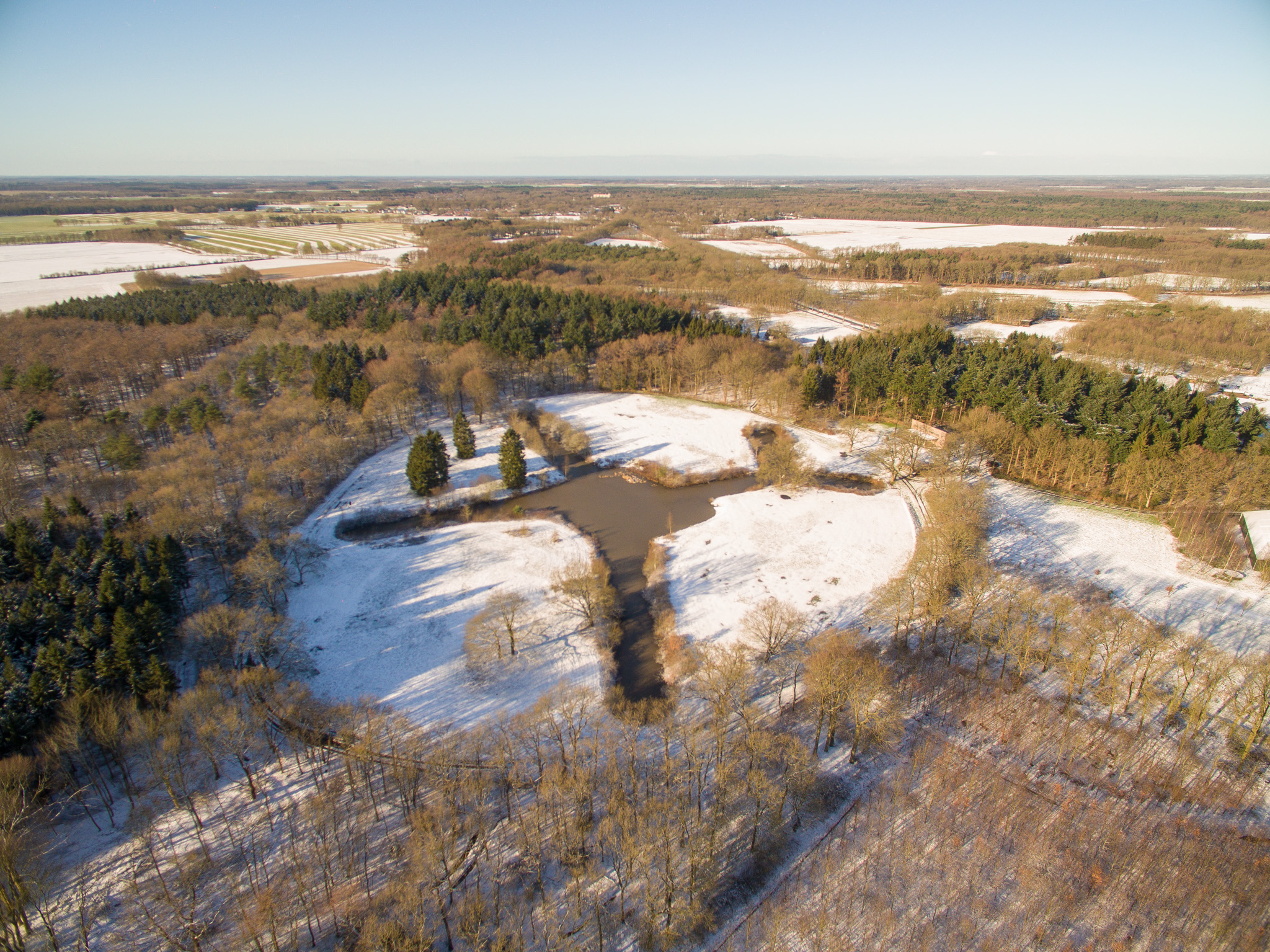

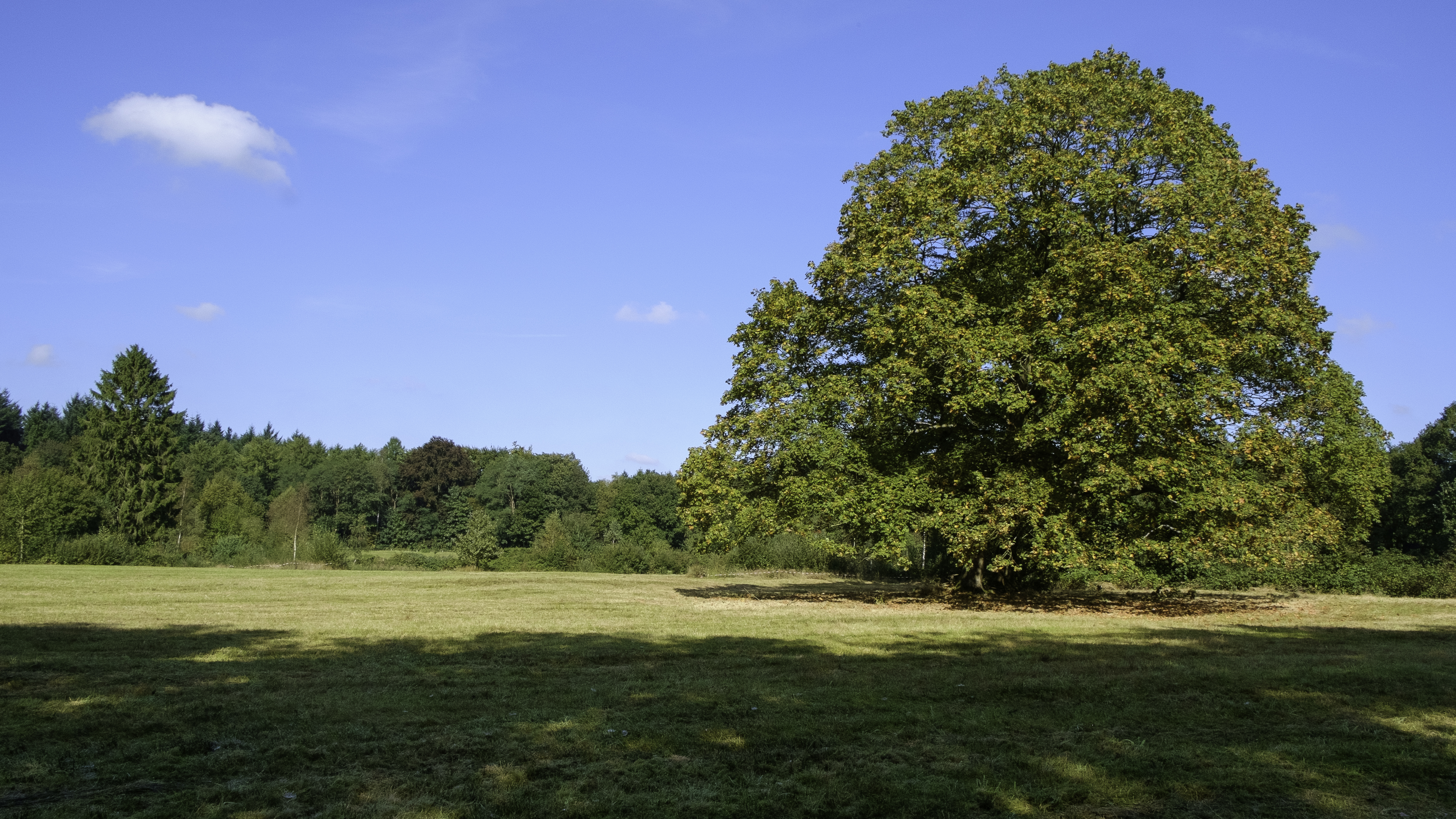
Westerveen

Het Westerveen is een veentje gelegen ten westen van het Drentse dorpje Peest. In de Tweede Wereldoorlog hebben de Duitsers gepoogd om hier een vliegveld aan te leggen. Vanwege de zompige veengrond is het vliegveld echter nooit in gebruik genomen. In de volksmond wordt het Westerveen ook wel de Hitlerring genoemd, naar Adolf Hitler.